# Rudi Aljinović
Rudolf Rudi Aljinović (Zagreb, 3. travnja 1936. – Zagreb, 3. prosinca 2022.) bio je hrvatski novinar, publicist, feljtonist i putopisac. Pod pseudonimom Lastan mnogim je naraštajima hrvatskih osnovnoškolaca bio dugogodišnji sugovornik i prijatelj u rubrici "Dragi Lastane" školskoga časopisa Modra lasta.

## Nagrade i priznanja
- 2015. – nagrada za životno djelo Andrija Maurović za izniman i trajan doprinos razvoju hrvatskog stripa[2][3][4]